# Pero d'Ahones
Pero d'Ahones (? - Burbáguena, 1226) va ser un cavaller aragonès del llinatge dels Ahones. Conjuntament amb el seu germà, el bisbe Sanxo d'Ahones i el també cavaller Pelegrín d'Ahones, dominaven el Sobrarb, Bolea i Loarre, que li havia estat empenyorat pel rei Pere II d'Aragó; així mateix, també tenia Tauste, cedit per Jaume I d'Aragó. Fou servidor del rei Pere II d'Aragó i defensor del seu fill Jaume I d'Aragó durant la minoria d'edat d'aquest. Posteriorment va participar en les revoltes nobiliàries contra Jaume I d'Aragó i fou mort pels cavallers del rei durant una discussió amb el rei. La seva mort originà la tercera revolta nobiliària contra Jaume I d'Aragó.

## Orígens familiars
Els seus orígens són desconeguts, i Jerónimo Zurita indica que fou criat a la cort del rei Pere II d'Aragó. El seu germans eren el bisbe de Saragossa Sanxo d'Ahones, i el cavaller Pelegrín d'Ahones.

## Biografia
Servidor del rei Pere II d'Aragó, l'acompanyà a la batalla de Las Navas de Tolosa. Després de la mort del rei a la batalla de Muret, fou un dels escollits com ambaixador a Roma per tal de demanar al Papa Innocenci III la restitució de l'infant Jaume (el futur rei Jaume I d'Aragó), que aleshores es trobava en mans del comte Simó IV de Montfort.
El 1216 va ser designat conseller de la Procuradoria i el 1217 va participar en la conjura de Montsó per treure l'Infant Jaume del castell de Montsó. El 1218 fou nomenat conseller reial de Jaume I i fou designat Majordom del Regne d'Aragó succeint el seu germà Pelegrín d'Ahones. Continuà servint fidelment al rei durant la primera revolta nobiliària així com en la guerra entre Guillem de Montcada i Nuno Sanç d'Aragó. Però el 1224, durant la segona revolta nobiliària traí la fidelitat al rei i es passà al bàndol dels opositors. Finada la segona revolta i alliberat el rei, l'any 1225 fou un dels nobles que l'acompanyà al setge de Peníscola. El setge no fou reeixit, però el rei signà una treva amb els sarraïns que garantia la pau però que al mateix temps impedia qualsevol expansió territorial cap al sud.
El 1226, Pero d'Ahones tingué la intenció de desacatar l'ordre del rei de respectar la treva, però el rei l'interceptà abans que iniciés l'expedició. En mig d'una forta discussió, acabà per batre's cos a cos amb el rei, que l'intimà a rendir-se; però pogué escapar i els cavallers del rei iniciaren una persecució, l'encalçaren i el feriren mortalment. Mentre el traslladaven a Burbáguena per curar-li les ferides, morí. La seva mort a mans del rei fou la causa que inicià la tercera revolta nobiliària contra Jaume I d'Aragó.

## Títols i successors
- A 21 de febrer del 1213: Petrus de Ahonesio[2]

- A 31 de desembre del 1219: P. Aones[3]

| Pero d'Ahones Llinatge d'Ahones                                       |                                                                        |                                                                  |
| Càrrec de govern                                                      |                                                                        |                                                                  |
| — Nova creació: — Inici de la regència de Sanç de Barcelona i d'Aragó | Conseller de la Procuradoria (Llista de consellers reials) (1216–1218) | — Dissolució: — Fi de la regència de Sanç de Barcelona i d'Aragó |
| Precedit per: Consell de la Procuradoria de 1216                      | Conseller Reial (Llista de consellers reials) (1219–1221)              | Succeït per: Consell Reial de 1221                               |
| Precedit per: Pelegrín d'Ahones                                       | Majordom del Regne d'Aragó (?–?)                                       | Succeït per: ?                                                   |